# Classe Gridley
La classe Gridley fu una classe di cacciatorpediniere della United States Navy, composta da quattro unità entrate in servizio tra il 1937 e il 1938.
I Gridley erano contemporanei della classe Somers, ma di dimensioni più modeste, da 1500 t, leggermente più piccoli e con un armamento di artiglieria inferiore, 4 impianti singoli da 127 mm anziché binati col quinto pezzo da 127mm che lasciò il posto ai lanciasiluri. Per contro erano dotati di ben 16 tubi lanciasiluri in impianti quadrupli da 533 mm, con la possibilità di fuoco per 8 su ciascun lato. Tale armamento non era mai stato installato su di un solo scafo, per di più così compatto, ma i lanciasiluri erano più leggeri in termini di peso degli impianti di artiglieria binati. I lanciasiluri erano un po' troppi, e le navi spesso sostituirono gli impianti quadrupli con quelli tripli, mentre le unità in Atlantico ne sbarcarono due. In pratica, il pesantissimo armamento offensivo ebbe pochissime occasioni di essere usato. Le poche mitragliere da 12,7 mm che costituivano l'armamento antiaereo iniziale vennero sostituite solo nel 1945 da mitragliere Oerlikon da 20mm.
L'apparato propulsivo era molto potente, 49.000 HP, e vi era un solo fumaiolo per servire i 2 locali caldaie adiacenti.

## Navi della classe
La classe inizialmente venne costituita da due navi con i fondi stanziati nell'anno fiscale (statunitense) 1934:
- USS Gridley (DD-380)
- USS Craven (DD-382)

L'anno dopo vennero stanziati i fondi per costruire due nuove unità insieme a quelle della classe Bagley:
- USS McCall (DD-400)
- USS Maury (DD-401)

## Sviluppi
Da essi venne sviluppata la classe Sims, 12 navi con uno scafo allungato di 8 piedi (poco meno di 3 metri) che dava loro una migliore idrodinamica, un lanciasiluri in meno per un cannone in più, il quale però venne poi sbarcato. Avevano un nodo in più di velocità e un'autonomia leggermente maggiore.
Queste unità erano estremamente armate rispetto al loro dislocamento (12-16 tls contro 6-8 normali delle navi dell'epoca) e ragionevolmente ben equilibrate nell'insieme delle caratteristiche nautiche.

## Servizio

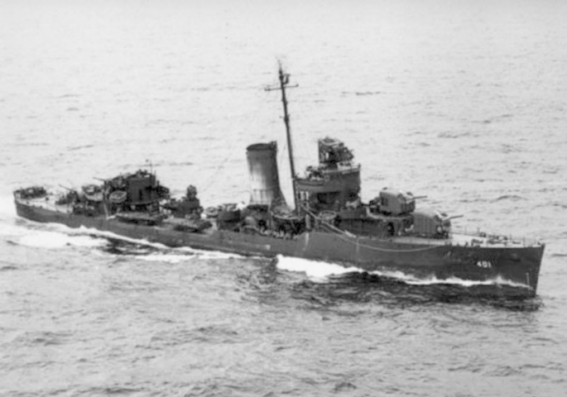
La USS Maury in livrea a bassa visibilità durante il 1943 nel Pacifico

All'inizio le quattro unità vennero inquadrate nella Destroyer Division (DESRON) 11 del Destroyer Squadron 6, e il giorno dell'attacco di Pearl Harbor la Divisione era a fare da scorta alla portaerei USS Enterprise (CV-6); successivamente le navi vennero separate con compiti diversi.  Il Maury partecipò alla battaglia di Tassafaronga, mentre Gridely e McCall vennero inviati nel settore delle Aleutine; il gruppo venne riunito per fare da schermo alla USS Saratoga durante gli sbarchi in Nuova Georgia. Fino a metà del 1944 le navi operarono insieme ma poi il Craven venne inviato nell'Atlantico. Le navi non vennero mai dotate di cannoni antiaerei Bofors da 40mm in installazioni multiple per problemi di peso in alto, e le carenze strutturali furono sempre un problema, cui non venne posto rimedio per le esigenze belliche che richiedevano le unità di scorta sempre operative. Le navi vennero messe in riserva nel 1945, tranne il Maury che venne radiato per gravi danni strutturali, e demolite nel 1948.